# Chalcophora mariana massiliensis
Chalcophora mariana massiliensis – podgatunek miedziaka sosnowca, chrząszcza z rodziny bogatkowatych i podrodziny Chrysochroinae.

## Taksonomia
Takson ten opisany został w 1789 roku przez Charlesa Josepha de Villersa jako Buprestis maraina massiliensis.

## Rozprzestrzenienie
Podgatunek zachodniopalearktyczny. W Europie występuje w południowej części Francji, na Sardynii, w Szwajcarii, Włoszech, Sycylii, Hiszpanii, Portugalii i na Balearach. W Afryce Północnej podawany z Maroka i Algierii.